# Розсішний (струмок)
Розсішний  — струмок в Україні, у Верховинському районі Івано-Франківської області, ліва притока Чорного Черемошу (басейн Дунаю).

## Опис
Довжина струмка приблизно 4 км, найкоротша відстань між витоком і гирлом — 3,42  км, коефіцієнт звивистості річки — 1,17 . Формується багатьма безіменними струмками.

## Розташування
Бере початок на північному сході від гори Синя Кічера (1668,2 м) Тече переважно на захід. Впадає в Чорний Черемош у селі Верхній Ясенів.

## Цікаві факти
- На правому березі струмка розташовані туристичні маршрути по Покутсько-Буковинських Карпатах (на мапі маршрут позначений синім кольором)[4].